# 明野廣域空氣簇射陣列
明野廣域空氣簇射陣列（日語：明野広域空気シャワーアレイ；英語：Akeno Giant Air Shower Array，縮頭字AGASA）是位於日本山梨縣北杜市明野町的大型地表宇宙射線陣列計畫。 
AGASA佔地面積100平方公里，由111個（地表）帶電粒子探測器和27個（地下）緲子探側器組成，每個偵測器至少間隔1公里，依序以一對光纖連結至中央電腦，由中央電腦控制與操作。
AGASA的帶電粒子偵測器屬於閃爍體偵測器，可偵測初級宇宙射線與大氣之間的空氣簇射，來反推原始宇宙射線的，等於間接觀察到宇宙射線。AGASA的重要貢獻包括參與發現打破GZK極限（5×1019 eV）的超高能宇宙射線（UHECR），使UHECR成為粒子天文物理新興的研究課題。 

## 歷史
東京大學宇宙射線研究所（Institute for Cosmic Ray Research，ICRR）於1977年設立明野天文台（Akeno Observatory），以空氣簇射主要研究對象。初期即建立1平方公里的空氣簇射偵測器。1987年，明野天文台開始建造AGASA計畫，1990年完工後成為UHECR研究的主力，直到2004為止，AGASA都是全球最大空氣簇射陣列。
同一時間採用地面陣列研究UHECR的還有美國猶他大學蠅眼實驗（Fly's Eye），但與AGASA不同的是，蠅眼實驗利用帶電粒子游離氮氣產生的螢光來偵測UHECR，但蠅眼實驗於1992年退役，在原址重建、升級為高解析蠅眼高解析度蠅眼探測器（HiRes）。 
AGASA團隊和HiRes團隊持續競爭UHECR研究的龍頭地位，但兩者後來於2004年合併為望遠鏡陣列計畫（TA），並於2008年展開觀測，此後AGASA的研究已經由TA接手。

## 觀測結果
AGASA的觀測結果包括宇宙射線事例、能譜和各向異性，其中重要成果有：
- 超高能宇宙射線（UHECR），例如1993年，AGASA觀測到2×1020 eV的事例。[6][7]
- 1019 eV以上有群聚現象（clustering effect，指數個事例來自非常接近的方向。）[8][9]
- 1018 eV附近在銀心的顯著性（significance）超出預期 ，反銀心方向則低於預期。[8]
- 可能有不帶電的中性粒子。

## 外部連結
- AGASA （页面存档备份，存于）
- 東京大学宇宙線研究所 （页面存档备份，存于）
- 明野観測所 （页面存档备份，存于）